# John Coakley Lettsome
John Coakley Lettsom (1744–1815) est un médecin, abolitionniste et philanthrope anglais. Il est né dans l'archipel des îles Vierges britanniques aux Antilles, au sein d'une colonie quaker. Même si on peut rencontrer la forme Lettsome, son nom est dans les bibliographies généralement orthographié Lettsom, ainsi qu'il en usait quand il a vécu aux îles Vierges britanniques.
John Lettsom est le fondateur de la Medical Society of London, devenue la Royal Society of Medicine, la plus ancienne société médicale du Royaume-Uni.

## Biographie

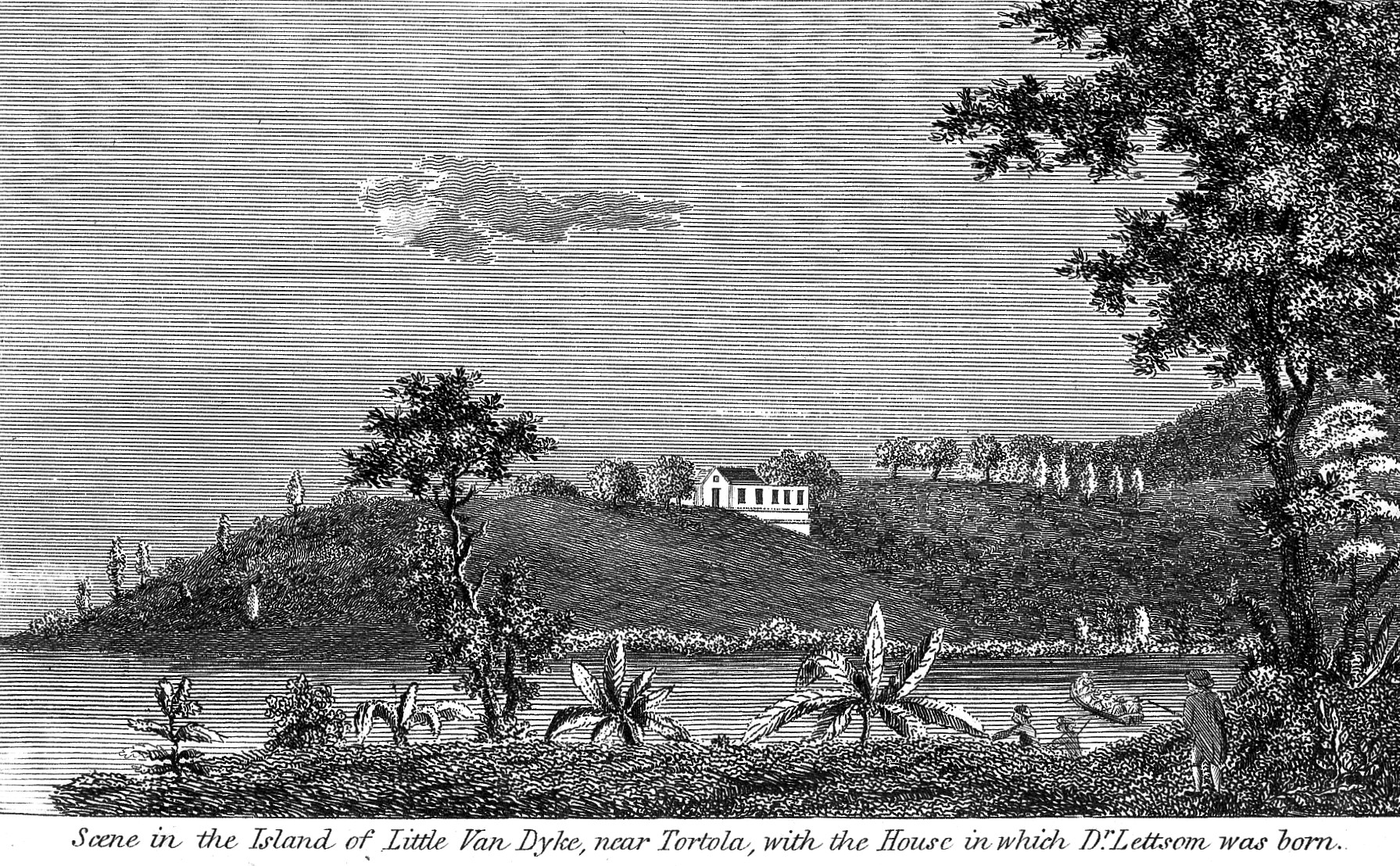
Maison de naissance de Lettsome, îles Vierges britanniques, 1815.

John Coakley Lettsom est né le 22 novembre 1744 dans une communauté quaker sur l'île de Little Jost Van Dyke dans l'archipel des îles Vierges britanniques, un territoire d'outre-mer aux Antilles. John et son frère Edward sont les seuls survivants de sept paires de jumeaux, tous des garçons, fils de Edward et Mary Lettsom. John a été envoyé en Angleterre à l'âge de six ans pour son éducation.
À l'école dans le Lancashire, les pitreries du jeune Lettsom attirent l'attention du ministre du culte quaker Samuel Fothergill, qui introduit son protégé à son frère, le médecin londonien John Fothergill. Après un apprentissage dans une pharmacie du Yorkshire, John C. Lettsome se rend à Londres en 1766 et commence une formation de médecin à l'instigation du docteur Fothergill.
Ses études sont interrompues par la mort de son père. Il retourne à Tortola aux îles Vierges britanniques, où il affranchit les esclaves dont il a hérité et apporte une aide médicale à la population. Étant l'unique médecin de l'archipel à cette époque, il gagne passablement d'argent et accumule une petite fortune de 2 000 £ en à peine six mois. Il donne la moitié de cette somme à sa mère (qui s'était remariée) et retourne en Europe pour y achever ses études. Il obtient un doctorat sur l'histoire naturelle de l'arbre à thé, à l'université de Leyde en 1769.

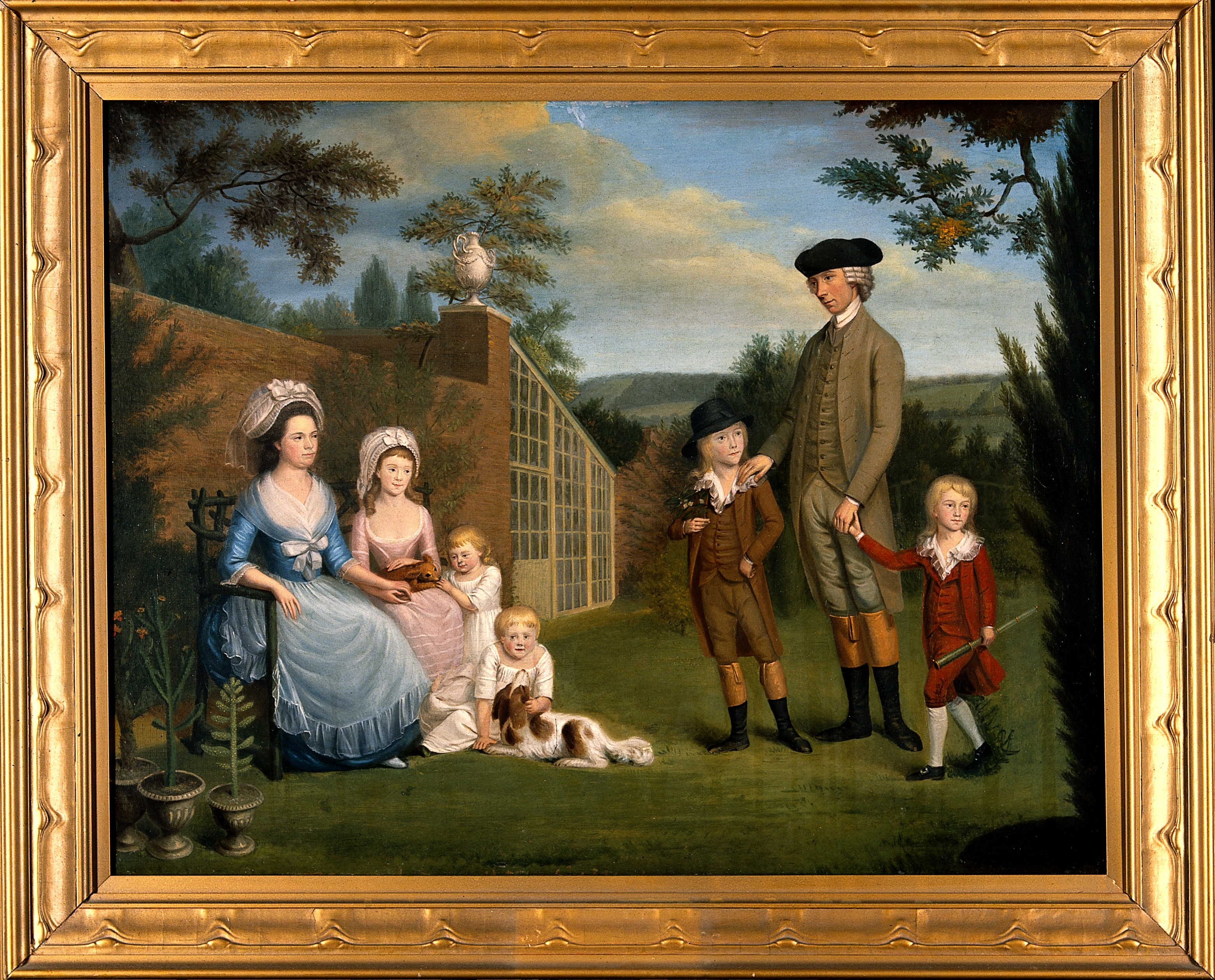
John C. Lettsom et sa famille, jardin de Grove Hill, Camberwell, vers 1786.

John C. Lettsom épouse en 1770 Ann Miers (~1748-1795), aussi membre de la Société religieuse des Amis (quakers), d'où six enfants : John Miers (1771-1799), Mary Ann (1777-1802, épouse Elliott), Samuel Fothergill (1779-?), Edward (1781-?), Pickering (1781-1808), Eliza (1785-?). Ils habitent à Grove Hill, Camberwell (un quartier de Londres).
Il était un proche ami de deux nord-américains à l'influence considérable : Benjamin Franklin et William Thornton.

## Carrière
Son passage par le Collège royal de médecine de Londres, son mariage à une femme quaker bien dotée, accélèrent son ascension sociale. À l'âge de 30 ans, sa réputation de médecin, d'auteur et de membre de la Royal Society, est faite. Il a fondé un dispensaire à Aldersgate. Il a aussi fondé la Medical Society of London (Société médicale de Londres) en 1773, convaincu que la combinaison dans une même société de membres médecins, chirurgiens et pharmaciens serait profitable. Son idée révolutionnaire a été un succès et la Société est restée un lieu de rencontre pour toutes les professions médicales jusqu'à nos jours, sous le nom Royal Society of Medicine (Société royale de médecine). C'est la plus ancienne société médicale du Royaume-Uni. En tant que fondateur, président (à quatre reprises entre 1775 et 1815) et bienfaiteur, John C. Lettsom était le pilier de la Société jusqu'à son décès en 1815.

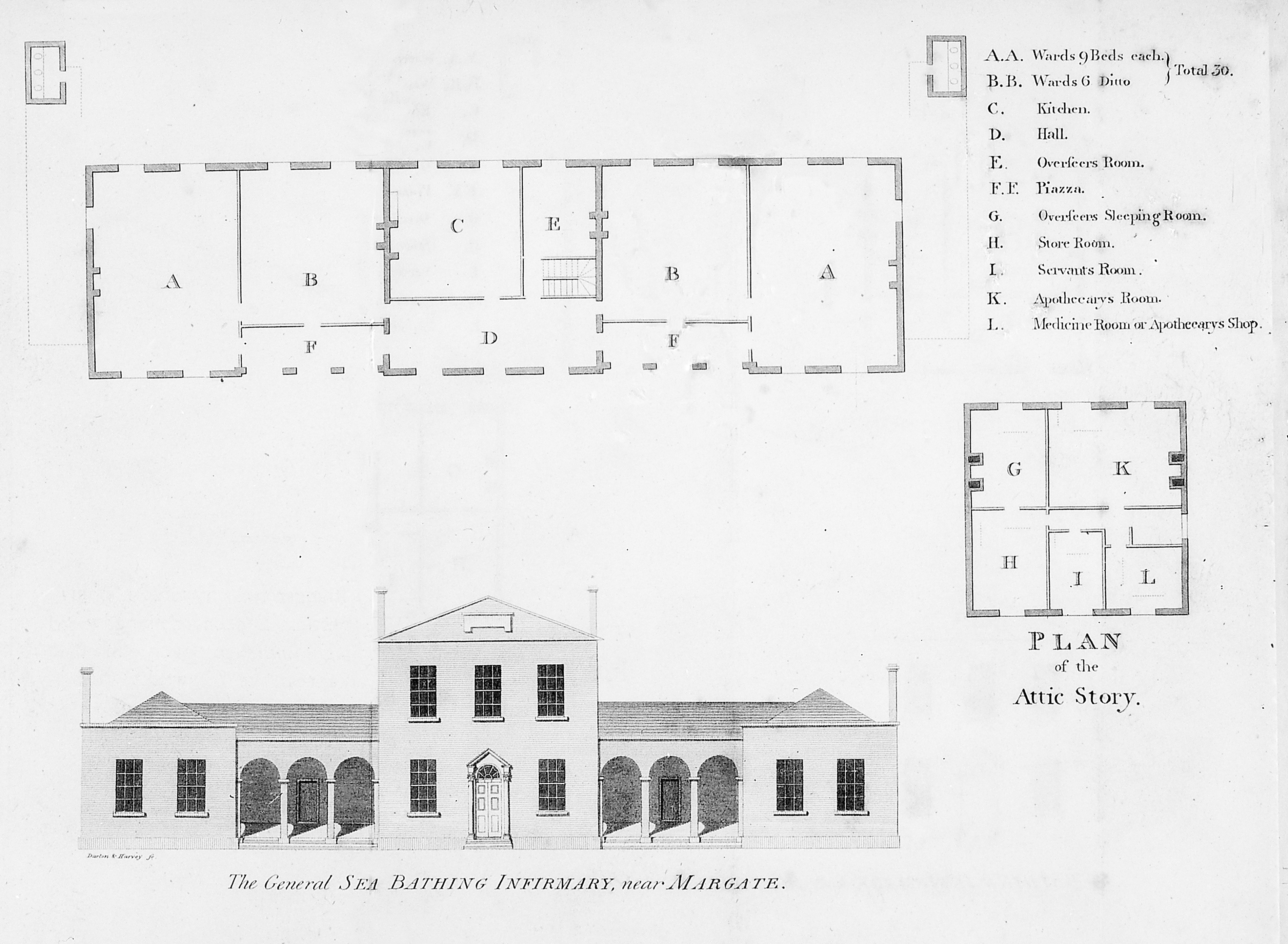
Plans pour l'infirmerie de Margate, vers 1800

De plus John C. Lettsom est membre fondateur en 1774 de la Royal Humane Society (dédiée au sauvetage de personnes noyées), il est l'initiateur en 1791 de l'infirmerie de bains de mer de Margate, il devient un pilier de l'institution Edward Jenner pour la vaccination. Il apporte son soutien à la Société d'aide aux veuves et orphelins de médecins, à la Société pour l'aide aux endettés, et à la Société royale philanthropique pour les enfants sans abris (devenue Catch22 (en)). Un grand nombre de clubs, sociétés, hôpitaux, dispensaires et institutions charitables au Royaume-Uni et en Amérique du Nord ont bénéficié du patronage de John C. Lettsom, tandis qu'il écrivait des flots de « conseils », brochures, diatribes et lettres promouvant les écoles du dimanche, les femmes dans le secteur industriel, des dispositions pour les aveugles, les soupes populaires et la betterave fourragère, et condamnant le charlatanisme, les parties de cartes, et l'intempérance.
Avec la diversité de ces centres d'intérêt, comme médecin, philanthrope, botaniste, minéralogiste et collectionneur, John C. Lettsom s'inscrit dans la suite du médecin et naturaliste Hans Sloane (1660-1753). Son influence comme pilier de la Société médicale de Londres a inspiré la génération suivante de médecins : son biographe Thomas Pettigrew, et son successeur à la tête de la Société Henry Clutterbuck. John C. Lettsom reçoit en 1791 le prix Fothergill pour le traité Diseases of Great Towns and the Best Means of Preventing them (Maladies des grandes villes et les meilleurs moyens de les prévenir).
John C. Lettsom a été reçu comme membre étranger honoraire de l'Académie américaine des arts et des sciences en 1788.
Il a vécu au moins durant une partie de ses années à Londres dans le quartier de Newington Green où se trouvaient de nombreux dissidents anglais (opposés à l'anglicanisme comme religion d'État). Il fait alors la connaissance de Mary Wollstonecraft et d'autres réformateurs.

## Antiesclavagisme
John C. Lettsom était un antiesclavagiste. Lors de son retour dans les Îles Vierges en 1767, il se retrouve lui-même le propriétaire d'une partie des esclaves de son père (une cinquantaine), qu'il a rapidement affranchis.
Lorsque son ami William Thornton lui demande conseil concernant la création d'une colonie pour les esclaves libérés sur la côte Ouest de l'Afrique, John C. Lettsom l'en décourage, et suggère que l'argent serait mieux utilisé en achetant et affranchissant les esclaves en Amérique du Nord.
À la fin de sa vie, John C. Lettsom s'est trouvé dans une curieuse situation. Son fils Pickering Lettsom était retourné à Tortola pour pratiquer le droit. Il épousa le 22 septembre 1808 Ruth Hodge, une riche veuve qui avait elle-même hérité d'environ mille esclaves de son grand-père Benzaliel Hodge. Pickering Lettsom est mort un mois après le mariage, le 28 octobre, son épouse deux mois plus tard, laissant ses biens à son beau-père John Lettsome. Celui-ci mourut avant d'avoir le temps de s'occuper de cette situation délicate et c'est son petit-fils qui hérita des esclaves.

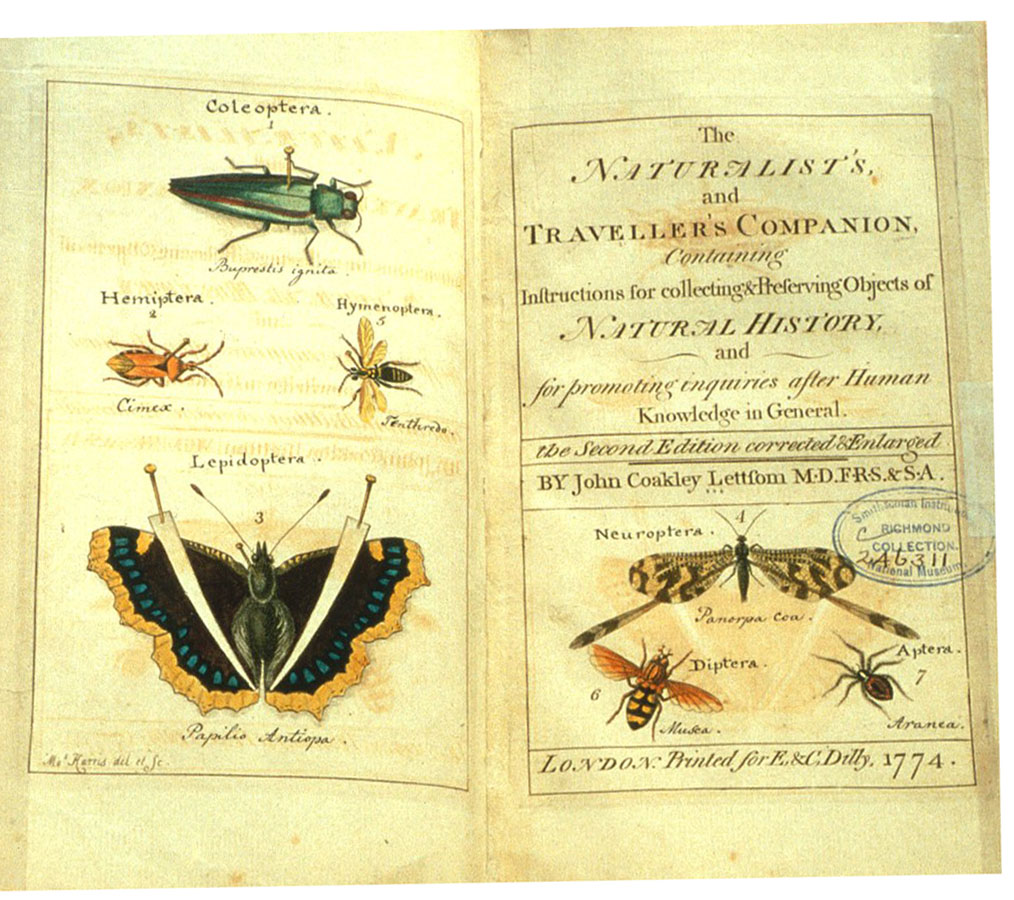
The naturalist's and traveler's companion, 1774

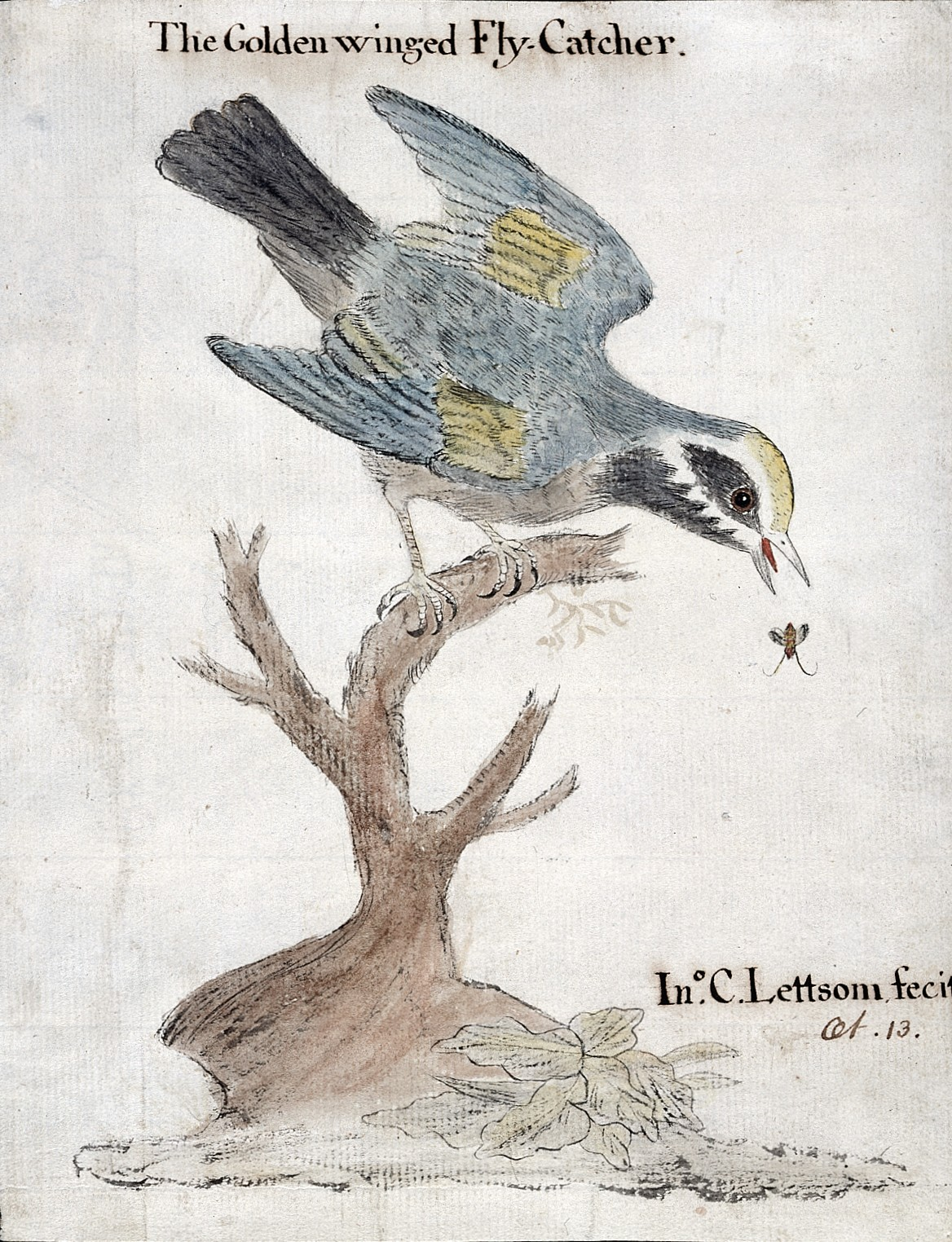
Un todirostre à ailes d'or attrapant un insecte, aquarelle de J. C. Lettsom, 1757.

## Entomologiste
John C. Lettsom est aussi un entomologiste. Il publie en 1774 The naturalist's and traveler's companion (Le compagnon du voyageur et naturaliste).